# Championnat de Serbie de football de troisième division
Le championnat de Serbie de football D3, également appelé en serbe latin Srpska Liga (serbe cyrillique : Српска Лига), a été créé en 2004-2005, comme troisième niveau de la Serbie-et-Monténégro. Toutefois, il n'existe réellement que depuis la totale indépendance du pays, en 2006. La ligue est composée de quatre groupes régionaux (Belgrade, Est, Ouest et Voïvodine) et le vainqueur de chacun de ces quatre groupes se voit attribuer une place en deuxième division.
L'édition 2019-2020, suspendue courant mars, est annulée par la Fédération de Serbie de football, le 6 mai, en raison de la pandémie de maladie à coronavirus.